# Nathan Harris
Nathan Paul Harris (Tauranga, 8 de marzo de 1992) es un jugador neozelandés de rugby que se desempeña como hooker, juega en los Chiefs del Super Rugby y es internacional con los All Blacks. Es nieto del también jugador de rugby Perry Harris.

## Selección nacional
Fue convocado a los Baby Blacks con los que jugó el Mundial de Sudáfrica 2012 donde los neozelandeses obtuvieron el subcampeonato.
Fue seleccionado a los All Blacks por primera vez para The Rugby Championship 2014, debutó ante los Pumas y no volvió a ser convocado sino hasta 2 años después en junio de 2016 para enfrentar a los Dragones rojos.
En junio de 2017 jugó contra Samoa y desde allí adquirió regularidad. Integró el plantel que enfrentó victoriosamente a los British and Irish Lions, jugando los tres partidos de la histórica gira a pesar de haber sido suplente.
En total lleva 15 partidos jugados y 10 puntos marcados, productos de dos tries.

## Palmarés
- Campeón de The Rugby Championship de 2014 y 2017.